# Tamanwinangun
Tamanwinangun is een bestuurslaag in het regentschap Kebumen van de provincie Midden-Java, Indonesië. Tamanwinangun telt 8862 inwoners (volkstelling 2010).